# Лойкі (Підляське воєводство)
Лойкі (пол. Łojki) — село в Польщі, у гміні Граєво Ґраєвського повіту Підляського воєводства.
Населення — 56 осіб (2011).
У 1975-1998 роках село належало до Ломжинського воєводства.

## Демографія
Демографічна структура станом на 31 березня 2011 року:
|          | Загалом | Допрацездатний вік | Працездатний вік | Постпрацездатний вік |
| -------- | ------- | ------------------ | ---------------- | -------------------- |
| Чоловіки | 30      | 11                 | 16               | 3                    |
| Жінки    | 26      | 4                  | 15               | 7                    |
| Разом    | 56      | 15                 | 31               | 10                   |